# 梁凡生
梁凡生（1924年1月—2014年1月31日），广东中山人，中华人民共和国政治人物。
早年担任昆明中华小学教员，后担任中共中央西南局宣传部办公室副主任，1979年5月至1984年5月任云南人民出版社总编辑，1984年6月离休。2014年1月去世。